# اسفند ۱۳۸۶
اسفند ۱۳۸۶، دوازدهمین ماه سال ۱۳۸۶ هجری خورشیدی است.
آغاز آن چهارشنبه، ۱ اسفند ۱۳۸۶ (۲۰ فوریه ۲۰۰۸ میلادی) برابر  ١٢ صفر ۱۴۲۹ هجری قمری است. 